# Xavier Pons
Xavier „Xevi” Pons (Vic, 1980. január 21. –) spanyol raliversenyző.

## Pályafutása

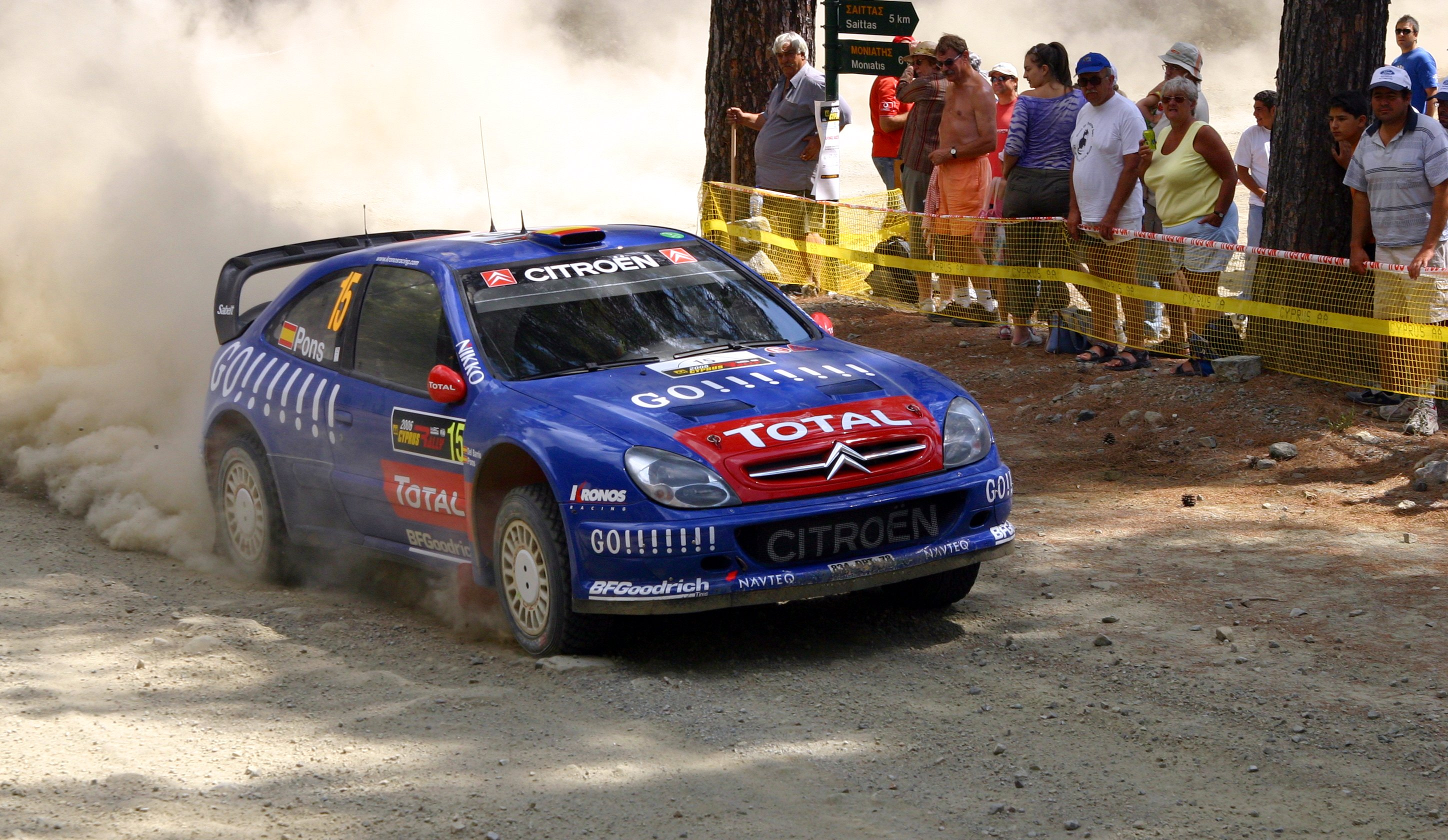
Xavier a 2006-os Ciprus Ralin

A 2003-as svéd rali volt karrierje első világbajnoki futama. 2004-ben két győzelemmel negyedik  helyen végzett a rali-világbajnokság N csoportjában (PCWRC). A 2005-ös évben, az OMV szponzorálásával már lehetősége volt WRC-vel versenyezni, hazai futamán a Katalán Rally-n negyedik helyen zárt. 2006-ban a Kronos Racing tagjaként vágott neki az évnek. A nagy sikerek elmaradtak, még csapattársa, Sébastien Loeb megszerezte a bajnoki címet, addig Xavier hetedik lett az összesítettben.

## Külső hivatkozások
- Pons hivatalos honlapja

1. ↑  Enciclopèdia de l'esport català (katalán nyelven). Catalan Sport Encyclopedia . Grup Enciclopèdia, 2012